# Bibliothèque valencienne Nicolau Primitiu
 (mai 2025).
Si vous disposez d'ouvrages ou d'articles de référence ou si vous connaissez des sites web de qualité traitant du thème abordé ici, merci de compléter l'article en donnant les références utiles à sa vérifiabilité et en les liant à la section « Notes et références ».
La Bibliothèque valencienne Nicolau Primitiu (en espagnol et en catalan : Biblioteca Valenciana Nicolau Primitiu) est la bibliothèque nationale de la Communauté valencienne.

## Histoire
La Bibliothèque valencienne trouve son origine dans la donation de la bibliothèque privée de D. Nicolau Primitiu Gómez Serrano en 1979, une collection de livres comprenant des incunables rares et des ouvrages espagnols des XVIe, XVIIe et XVIIIe siècles. Ce fonds précieux a été complété par de nombreuses donations qui sont venues enrichir les collections de la Bibliothèque valencienne. Avec la création du statut des autonomies en 1982, la Bibliothèque valencienne devient l'équivalent d'une bibliothèque nationale à l'échelle régionale, collectant et conservant toutes les publications faites dans la Communauté valencienne et la concernant. Elle relève directement du conseil régional valencien et du directeur ou de la directrice chargée de la culture et du patrimoine (actuellement l'écrivaine Carmen Amoraga).
Installée lors de sa création en 1979 dans un ancien hôpital psychiatrique, elle partage cet espace avec la bibliothèque publique de Valence. Après plusieurs projets avortés, la Bibliothèque valencienne trouve son siège définitif en 2000 dans le monastère San Miguel de los Reyes qui fait l'objet d'un important projet de réhabilitation qui dure 4 ans. Les coûteux robots qui transportaient les livres des magasins vers les salles de lecture, symbole de la modernité de la bibliothèque, sont aujourd´hui en panne.
Le portail de la bibliothèque numérique BiVALDI est lancé en 2002. C'est la première bibliothèque numérique publique créée en Espagne avec des fonds numérisés du patrimoine bibliographique valencien. 
En 2010, la Bibliothèque valencienne est rebaptisée Bibliothèque valencienne Nicolau Primitiu, en l'honneur de son premier donateur.

## Fonds bibliographiques
La Bibliothèque valencienne garde près d'un million de documents et dispose d'un catalogue automatisé qui permet de les consulter via Internet. Cette imposante collection se compose de documents sur tous types de support du XIIIe au XXIe siècle, enrichie au fil du temps par de prestigieuses donations et des achats de bibliothèques d'érudits valenciens comme celles de Diego Sevilla Andrés, Manuel Sanchis Guarner, Berta Singerman, Pere Maria Orts i Bosch o Miralles Ortolà.
La bibliothèque bénéficie de dépôts temporaires, parmi lesquels la Collection Cervantine de Francesc Martínez i Martínez qui constitue l'une des principales collections des éditions de l'œuvre de Cervantes à l'échelle mondiale. La Bibliothèque valencienne a également une importante collection de manuscrits dont le document le plus ancien date de 1274, il s'agit de la première charte de peuplement de Sant Mateu. 
La bibliothèque possède également une importante collection patrimoniale de presse écrite, de revues et de catalogues, notamment le Diario de Valencia (1790-1835) et une collection de revues de l'époque de la Guerre civile. Le fonds des Editions valenciennes qui édita une grande partie des bandes dessinées et des romans populaires qui furent lus en Espagne dans la Seconde moitié du XXe siècle. 
Les fonds graphiques sont également très riches : photographies, cartes postales, dessins, gravures et cartes depuis le XVIe siècle dont une partie a fait l'objet d'une numérisation. Les fonds de José Huguet, Vicente Peydró, Joaquín Sanchis Serrano “Finezas”, Mario Guillamón, Francesc Jarque (en 1997, archives photographiques, composées de plus de cent trente mille documents de toutes sortes, acquis pour 26 millions de pesetas,,.), José Lázaro Bayarri, Publipress, Desfilis et une collection de photos aériennes renseignent la vie quotidienne et les coutumes valenciennes, ainsi que son histoire et ses paysages.

## Fonds d'archives privées
Au fil des donations de bibliothèques et d'archives personnelles de personnalités de la culture et des arts valenciens qui s'exilèrent durant la dictature franquiste, une section de l'exil républicain valencien s'est constitué. La première donation fut celle de Vicente Llorens, historien de la littérature de l'exil lui-même exilé en Amérique. Le département des archives de l'exil républicain est créé deux ans plus tard avec l'arrivée des archives de Guillermina Medrano et Rafael Supervía. Les dernières archives entrées dans la section de l'exil républicain valencien sont celles des artistes et animateurs radio de l'ORTF Adelita del Campo et Julián Antonio Ramírez en 2016. 
Un guide des sources "la bibliothèque de l'exil à la bibliothèque valencienne" a été réalisé pour se repérer dans cette riche documentation. 